# Люди в чёрном 2
«Люди в чёрном 2» (англ. Men in Black II) — американский научно-фантастический комедийный боевик, продолжение фильма «Люди в чёрном» 1997 года. Лента основана на серии комиксов Лоуэлла Каннингема «Люди в чёрном», выпускавшихся в разное время издательствами «Aircel», «Malibu» и «Marvel». В главных ролях снялись Уилл Смит и Томми Ли Джонс. Режиссёром фильма, как и первой части, стал Барри Зонненфельд, а Стивен Спилберг выступил в качестве исполнительного продюсера.

## Сюжет
Прошло пять лет с тех пор, как агенты организации по слежению за пришельцами предотвратили межгалактическую катастрофу. Агент Кей решил покинуть ряды «Людей в чёрном», тайной организации по слежению и контролю за инопланетянами на Земле. Ему стерли память нейрализатором, и он нашёл себе работу в почтовом отделении. Агент Джей продолжил работать в ЛВЧ. Расследуя обычное (с виду) преступление, Джей обнаруживает дьявольский заговор Серлины — злого кайлотианского чудовища, прилетевшего на Землю и принявшего облик модели Victoria's Secret. Серлина охотится за таинственным артефактом «Светоч Зарты». Джей возвращает память Кею, который в прошлом имел отношение к Светочу, и помогает снова стать агентом «Людей в чёрном», пока не произошла катастрофа.
Большая часть сюжета основана на отношениях Джея и женщины по имени Лора, являющейся свидетельницей преступления, совершённого Серлиной. Вместо того, чтобы стереть её память (согласно уставу «Людей в чёрном»), Джей начинает защищать её. Лора оказывается всё больше затянута в битву между Серлиной и «Людьми в чёрном», и в итоге она и Джей влюбляются друг в друга. В конце концов выясняется, что Лора является дочерью зартанской принцессы Лоранны и полубожеством под названием «Светоч Зарты». Это открытие требует, чтобы она вернулась на Зарту, её древний родной мир (в противном случае галактику ждёт два неприятных исхода: если Светоч не покинет Землю — это повлияет на гибель Земли, а если попадёт в руки Серлины — начнётся гибель планеты Зартанцев). Серлина захватывает центральный офис ЛВЧ, агентам удаётся сбежать. Джей и Кей уничтожают Серлину, натравив на неё Джеффа — гигантского червя, обитающего в нью-йоркском метро. Серлина уничтожает Джеффа и становится гигантских размеров, но агенты окончательно побеждают её. Лора, простившись с Джеем, благополучно улетает домой.
В конце фильма агент Кей открывает дверь камеры хранения на вокзале, на которой написано «Ни в коем случае не открывать», и показывает Джею огромных инопланетян, живущих в мире, похожем на наш, теоретизируя, что наша Вселенная в действительности существует в камере хранения железнодорожной станции.

## В ролях
| Актёр           | Роль                                        |
| --------------- | ------------------------------------------- |
| Томми Ли Джонс  | агент K / Кевин Браун                       |
| Уилл Смит       | агент J / Джеймс Даррел Эдвардс III         |
| Рип Торн        | агент Z, шеф ЛВЧ                            |
| Лара Флинн Бойл | Серлина                                     |
| Джонни Ноксвилл | двухголовый пришелец Скрад и Чарли          |
| Розарио Доусон  | Лора Васкес                                 |
| Патрик Уобертон | агент Ти                                    |
| Тони Шалуб      | Джек Джибс (пришелец с отрастающей головой) |
| Майкл Джексон   | кандидат в агенты M                         |
| Тим Блэйни      | говорящий пёс Фрэнк (голос)                 |
| Ник Каннон      | агент ЛВЧ по вскрытию                       |
| Дэвид Кросс     | Ньютон                                      |
| Мартин Клебба   | ребёнок-инопланетянин                       |

## Съёмки
Съёмки фильма начались в июне 2001 года в Нью-Йорке и были окончены в октябре того же года.
- В эпизодических ролях в фильме присутствуют такие звёзды, как Шакил О’Нил, Тайгер Вудс, Биз Марки, Венус Уильямс и даже Майкл Джексон.
- Актриса Фамке Янсен («Люди Икс») должна была сыграть Серлину и даже снялась в нескольких эпизодах, но смерть в семье заставила её покинуть проект.
- Девочку на почте сыграла дочь Барри Зонненфельда, а сам Зонненфельд сыграл роль главы семьи в доме, где главные герои набирали вооружение.

Изначально в финальной сцене фильма фигурировали здания Всемирного торгового центра, однако после трагических событий 11 сентября 2001 года их изображение было заменено изображением здания Крайслер-билдинг.
В эпизоде, когда агент Кевин Браун (Томми Ли Джонс) отбирает сигарету у работника почты, у того в кабинке звучит песня «Speed Demon» американской хеви-метал группы KEEL.